# Colibri noble
Oreonympha nobilis
Genre
Espèce
Statut de conservation UICN

 LC  : Préoccupation mineure
Répartition géographique
Statut CITES
Le Colibri noble (Oreonympha nobilis), unique représentant du genre Oreonympha, est une espèce de colibris de la sous-famille des Lesbiinae et de la tribu des Lesbiini.
Cet oiseau fréquente notamment la flore des genres : Schinus, Tecoma, Carica, Polylepis, Escalonia, Nicotiana et Eucalyptus.

## Description

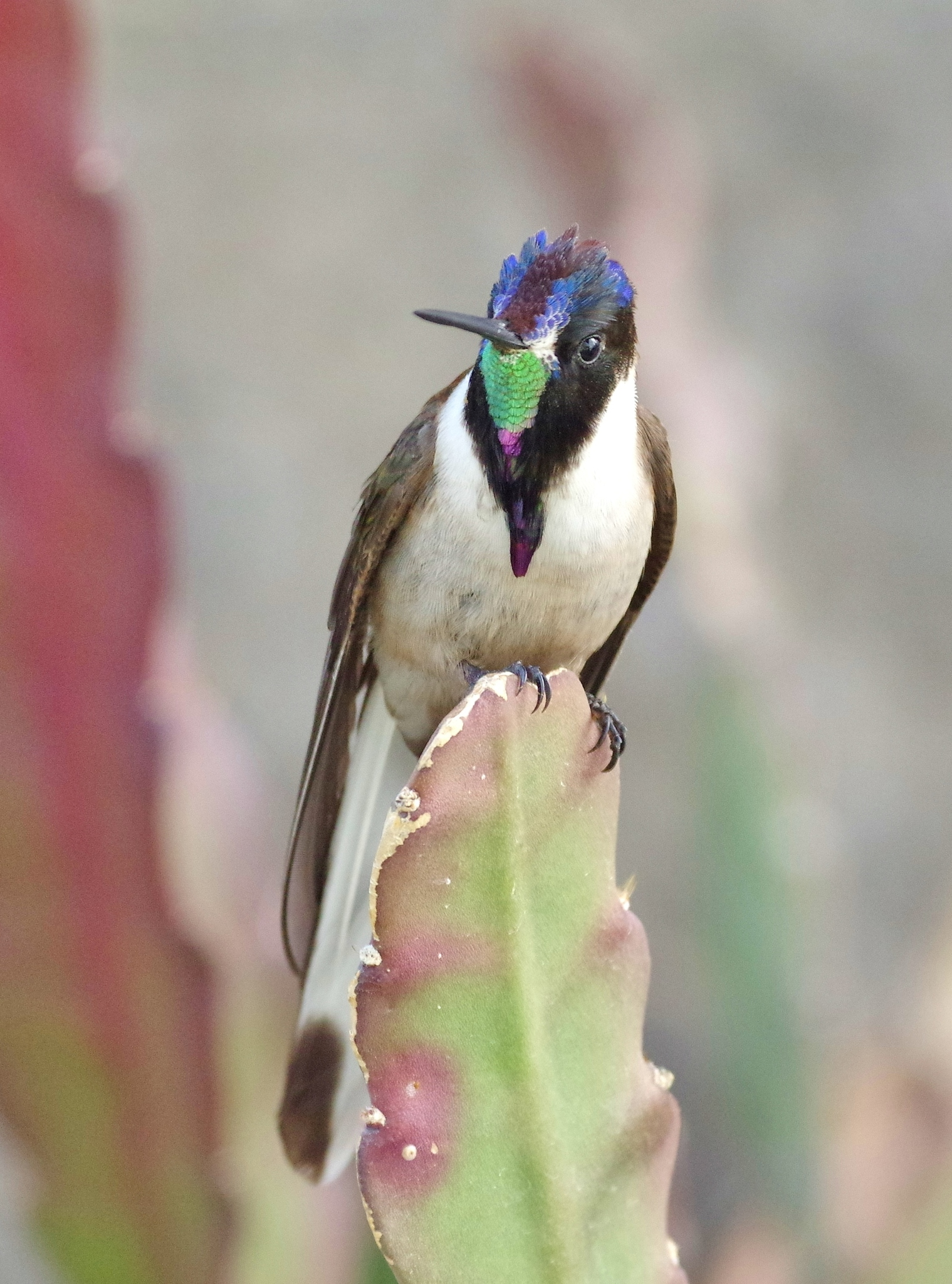
Colibri noble

## Référence
(en) « Neotropical Birds Online », Cornell Lab of Ornithology, 4 octobre 2011